# Libnotes (Libnotes) basistrigata
Libnotes (Libnotes) basistrigata is een tweevleugelige uit de familie steltmuggen (Limoniidae). De soort komt voor in het Palearctisch en Oriëntaals gebied.